# Pernille
Pernille ist ein dänischer und norwegischer weiblicher Vorname, der sich von französisch Pernelle, italienisch Petronella bzw. lateinisch Petronilla ableitet. Die schwedische Form des Namens ist Pernilla.

## Namensträgerinnen
- Pernille Bévort (* 1966), dänische Musikerin
- Pernille Blume (* 1994), dänische Schwimmerin
- Pernille Brandenborg (* 1997), dänisch-färöische Handballspielerin
- Pernille Bech Christensen (* 1959), dänische Filmeditorin
- Pernille Fischer Christensen (* 1969), norwegische Regisseurin
- Pernille Dupont (* 1967), dänische Badmintonspielerin
- Pernille Mølgaard Hansen (* um 1945), dänische Badmintonspielerin
- Pernille Harder (Badminton) (* 1977), dänische Badmintonspielerin
- Pernille Harder (Fußballspielerin) (* 1992), dänische Fußballspielerin
- Pernille Højmark (* 1960), dänische Schauspielerin und Musikerin
- Pernille Kaae Høier (* 1991), dänische Schauspielerin
- Pernille Holst Holmsgaard (* 1984), dänische Handballspielerin
- Pernille Mathiesen (* 1997), dänische Radrennfahrerin
- Pernille Nedergaard (* 1967), dänische Badmintonspielerin
- Pernille Rosenkrantz-Theil (* 1977), dänische Politikerin
- Pernille Rygg (* 1963), norwegische Schriftstellerin
- Pernille Skipper (* 1984), dänische Politikerin
- Pernille Sørensen (* 1977), norwegische Komikerin und Schauspielerin
- Pernille Vermund (* 1975), dänische Architektin, Unternehmerin und Politikerin
- Pernille Weiss (* 1968), dänische Unternehmerin und Politikerin
- Pernille Wibe (* 1988), norwegische Handballspielerin